# Jso Maeder
Jso Maeder (* 20. September 1957 in St. Gallen) ist Schweizer Künstler, der in Zürich lebt und arbeitet. Maeders künstlerisches Schaffen umfasst in erster Linie raumbezogene installative Arbeiten, die sich aus einer Vielzahl von korrespondierenden Serien und Einzelwerken zusammensetzen. Als Ensemble bilden sie einen «Raum der Mischung» (Maeder), der sich als vieldeutige Visualisierung von Austauschprozessen versteht. Maeder ist mit Bazon Brock, Volker Demuth, Robert Pfaller u. a. Begründer der 2008 ins Leben gerufenen Gesellschaft des Glücks der Verfehlung.

## Publikationen (Auswahl)
- Jso Maeder. Zum Glück auf Erden / About Happiness on Earth, 1999–2007. Buchhandlung Walter König, Köln 2008, ISBN 978-3-86560-373-9.

## Ausstellungen (Auswahl)
- 2006: Zum Glück auf Erden. Fragmente eines Werkblocks 1999–2005. Museum Moderner Kunst, Passau
- 2008: Kunst im Büro 66/5. Re-Vision I. Zürich
- 2010: Wenn die Nacht am dunkelsten ist, kommt der Tag. Helmhaus, Zürich
- 2011: SIT-Ulrich’s Place (Ein Kabinett / Re-Vision II). Winterthur